# Smooth soul
Smooth soul (soul suave, traduzido do inglês) é um gênero de fusão que se desenvolveu no início dos anos 1970 a partir da soul, funk e música pop dos Estados Unidos. O gênero de fusão experimentou o sucesso mainstream desde o início de seu desenvolvimento até o final dos anos 1970, antes de sua sucessão pela música disco e pelo quiet storm.

## Estilo
O Smooth soul é caracterizado por ganchos melódicos, influência funk e estilo de produção suave. O AllMusic descreve o gênero como "suave, elegante e romântico". Ao contrário do pop-soul, que apresentava música predominantemente orientada para a dança na época, o smooth soul era mais voltado para a balada, com temas líricos geralmente românticos e sedutores.
No entanto, seus ganchos melódicos eram ideais para o crossover, assim como o pop-soul. A influência do funk nas batidas do smooth soul também deu ao subgênero sua distinção da música pop.

## Popularidade
A música teve sucesso comercial durante o início da década de 1970 por meio de obras de artistas como Al Green, The Spinners, Marvin Gaye, Harold Melvin & the Blue Notes, Bill Withers, Minnie Riperton, Earth, Wind & Fire e The Stylistics. Quando o pop-soul se metamorfoseou em disco no final dos anos 1970, o smooth soul foi eventualmente seguido pelo desenvolvimento do formato quiet storm.

## Principais artistas
- The Chi-Lites
- Tyrone Davis
- The Delfonics
- The Dells
- Lamont Dozier
- The Dramatics
- Earth, Wind & Fire
- The Emotions
- Roberta Flack
- The Manhattans
- Marvin Gaye
- Al Green
- The Main Ingredient
- Harold Melvin & the Blue Notes
- New York City
- The O'Jays
- Teddy Pendergrass
- The Persuaders
- Minnie Riperton
- The Spinners
- The Stylistics
- The Whispers
- Barry White
- Bill Withers
- Stevie Wonder